# 鑽石飛機工業集團
鑽石飛機工業集團是一所位於奧地利的小型飛機製造公司，位居世界的個人小型飛機製造業第三大，2017年後被中國大陸萬豐奧特控股集團收購。

## 概觀
該公司由奧地利飛機設計師沃夫霍夫曼於1981年成立，當時它被稱為Hoffmann Flugzeugbau。該公司最初產品是HK36 Dimona的機動滑翔機。事實證明這架飛機取得了商業上的成功，從而獲得資金設計更多類型的飛機。在所有權和命名方面進行了多次更改後，該公司於1998年獲得了Diamond Aircraft Industries的名稱並在加拿大成立北美營運總部，其輕型飛機在美國的農場主與私人富豪間頗受歡迎。
萬豐奥特收購後成立了中电科芜湖钻石飞机制造有限公司於芜湖市的廠房，對於扶植中國國產航空工業有所貢獻。
目前主產品為为D-jet、DA20、DA40、DA42、DA62、HK36等型号飞机产品。其DA42 MPP保衛者型有雙引擎，提供較高的海上飛行可靠度，此外可以加裝外置光電感應器作為偵察機使用的潛力，而DART-450在巴黎航展上也推出過軍用市場的機種做為輕攻擊機和教練機。

## 產品
- 鑽石HK36

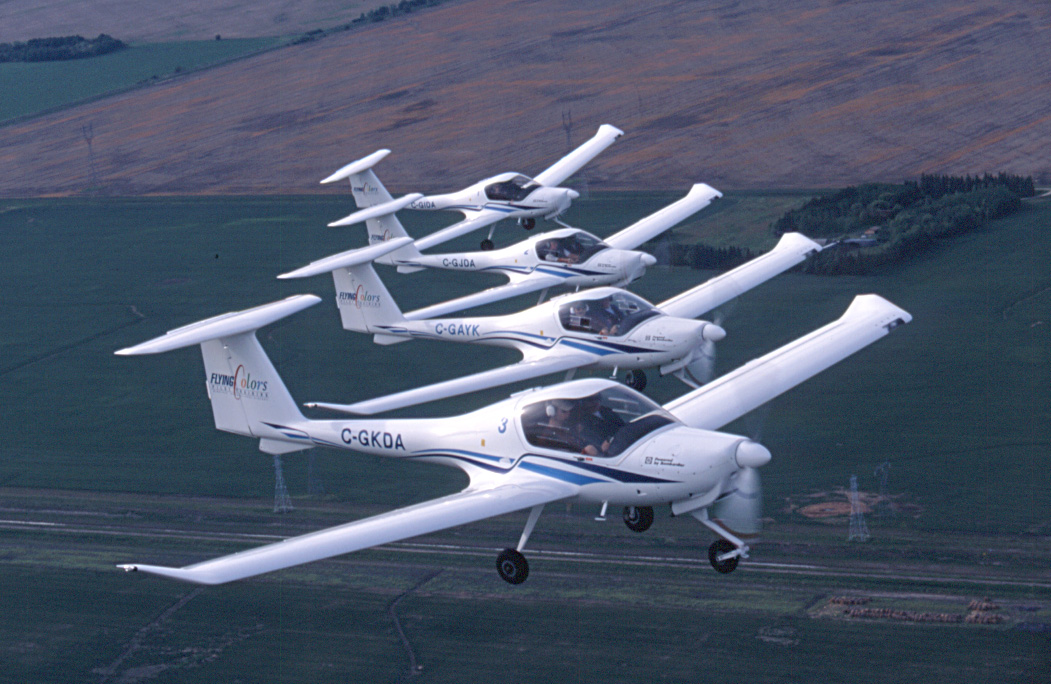
鑽石DA20
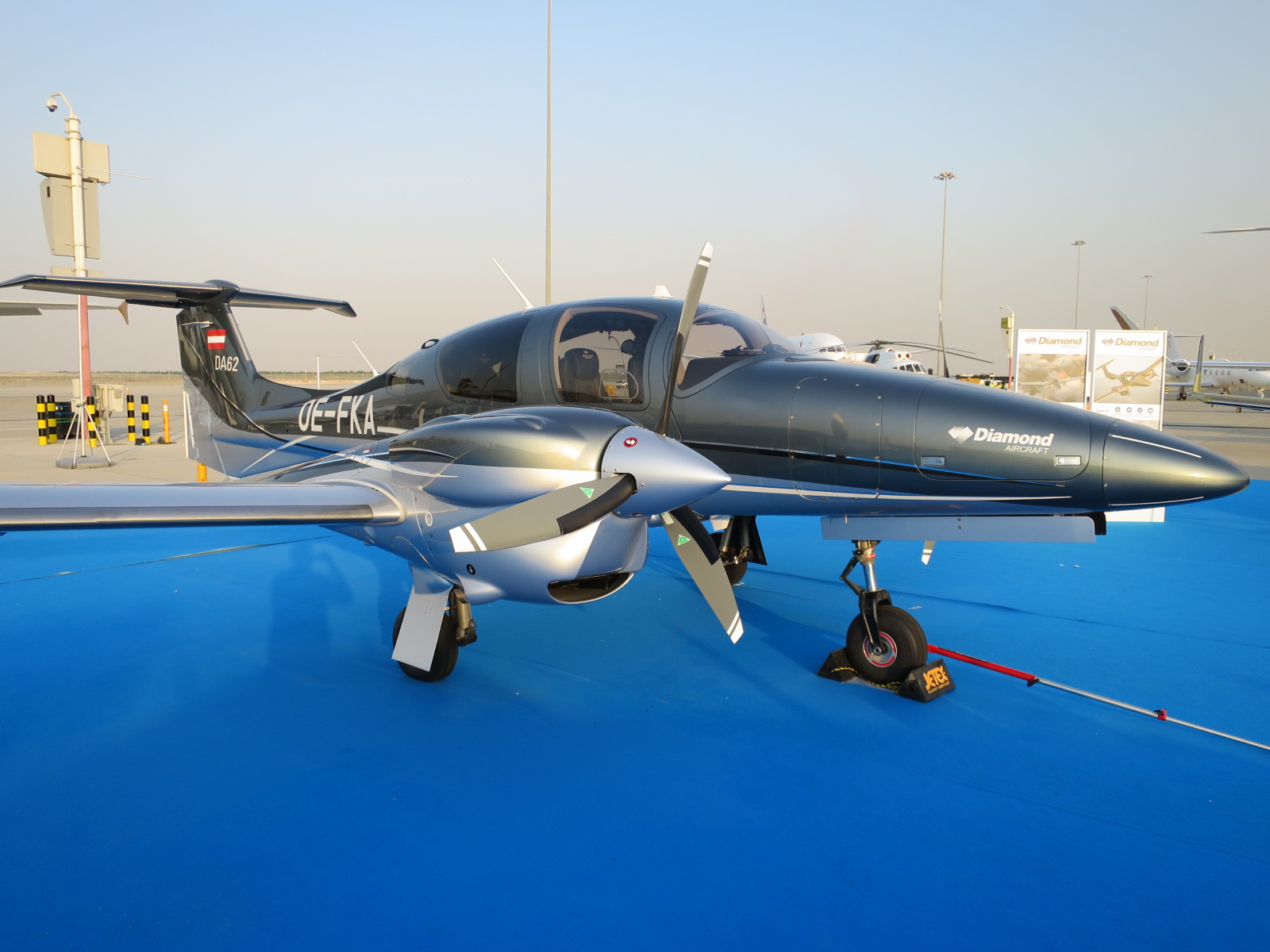
鑽石DA36（英语：Diamond DA36）
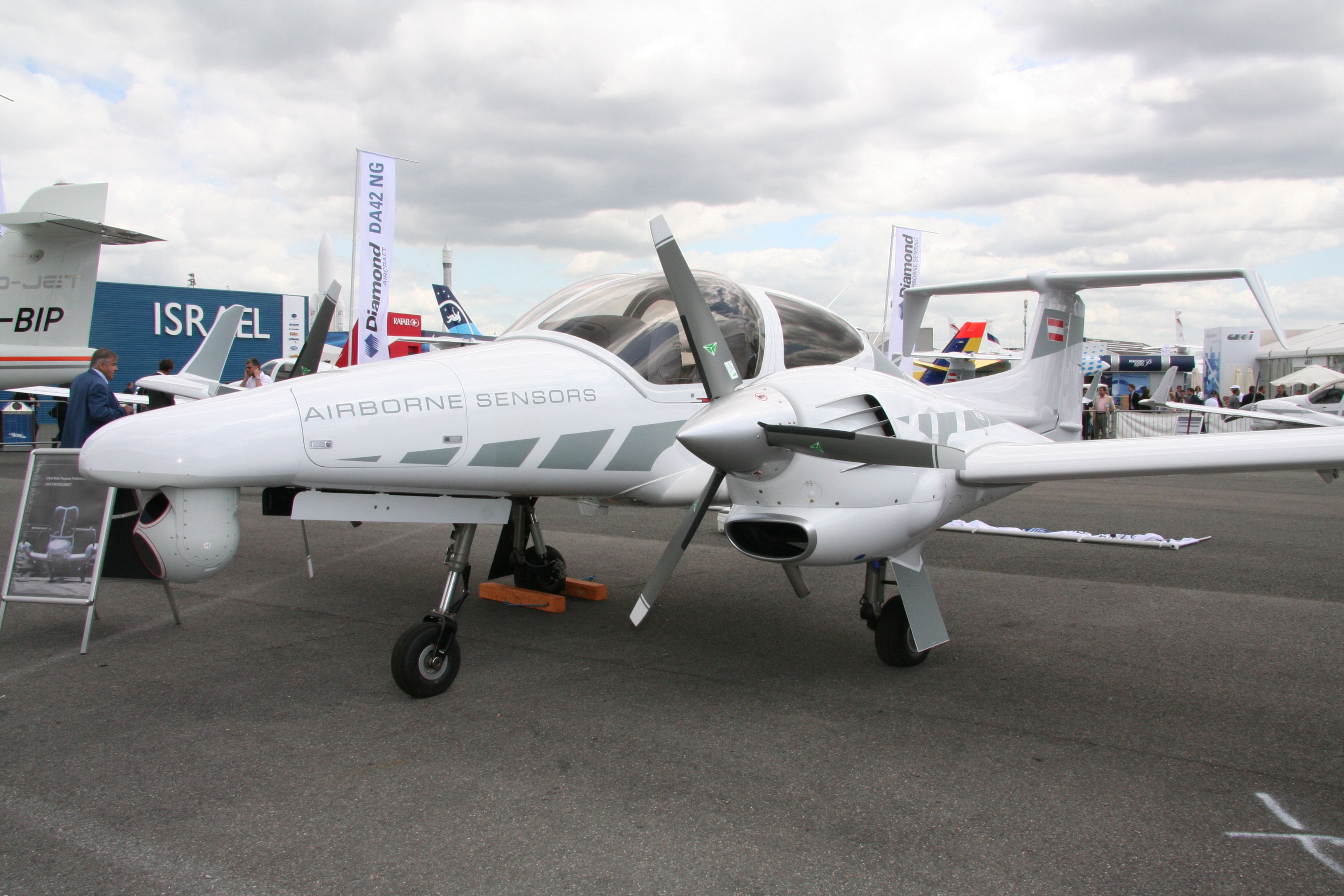
DA42-保衛者型
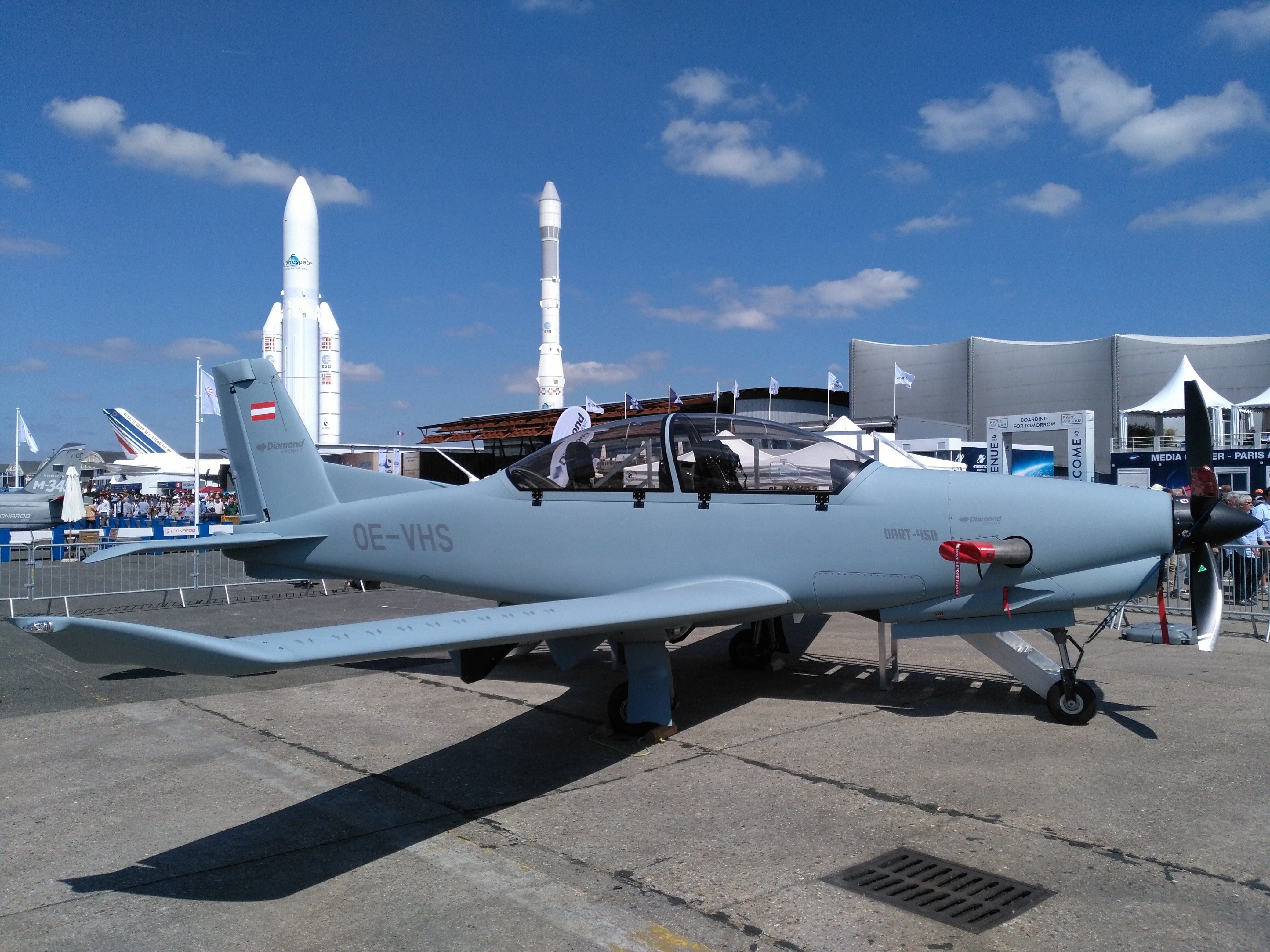
DART-450-軍用機

- 鑽石DA40（英语：Diamond DA40）
- 鑽石DA42（英语：Diamond DA42）
- 鑽石DA50（英语：Diamond DA50）
- 鑽石DA52（英语：Diamond DA52）
- 鑽石DA62（英语：Diamond DA62）
- 鑽石Dart450（英语：Diamond Dart 450）
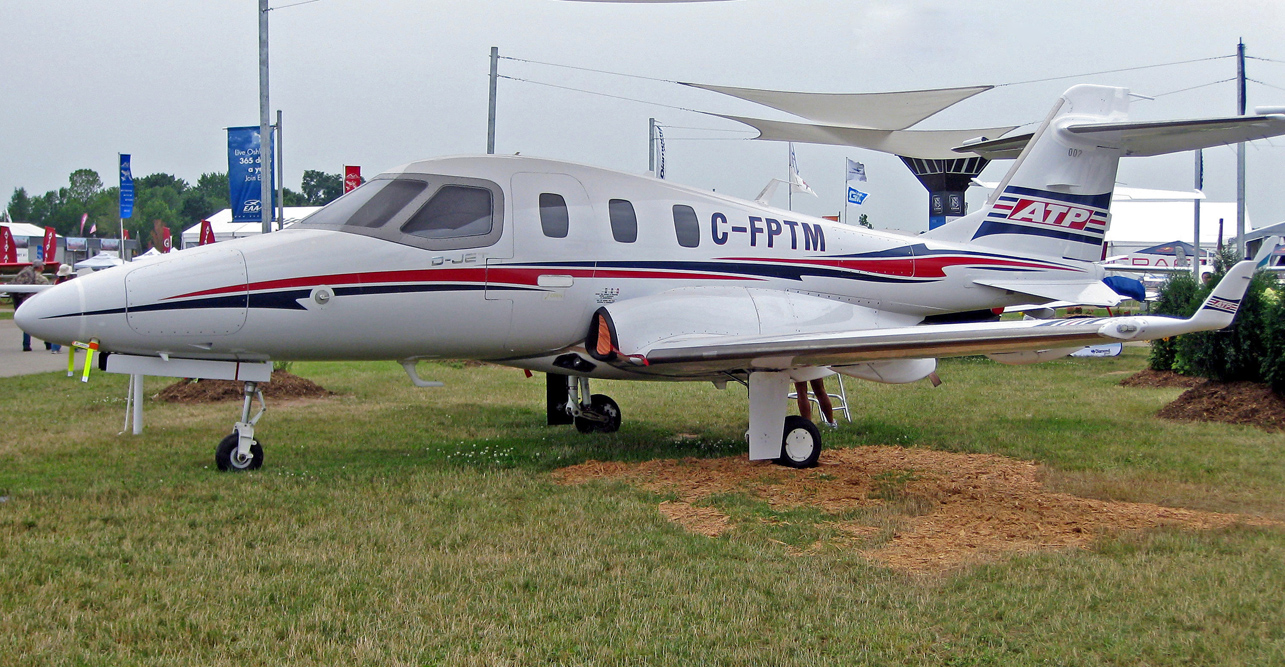
鑽石D-Jet（英语：Diamond D-Jet）
- 鑽石Hero（英语：Diamond Hero）

- DA20
- DA62
- DA42-保衛者型
- DART-450-軍用機
- D-jet